# Jorge Gaitán Durán
Jorge Gaitán Durán (Pamplona, Norte de Santander, 12 de fevereiro de 1924 – 1962) foi um poeta colombiano. Morreu em um acidente aéreo.
Estudou direito na Pontifícia Universidade Javeriana de Bogotá. Em 1954 fundou a revista literária Mito (junto com seu amigo Hernando Valencia Goelkel).
Seus livros de poesia foram:
- Insistencia en la tristeza (1946)
- Presencia del hombre (1947)
- Asombro (1951)
- El libertino (1954)
- Amantes (1959)

Além destes, escreveu o ensaio El libertino y la revolución (1960)